# Kensington Gardens
Kensington Gardens, un tempo  giardini privati di Kensington Palace, è uno dei Parchi Reali di Londra. Sorge immediatamente ad ovest di Hyde Park.
La maggior parte dei giardini si trova nella City of Westminster, ma una piccola sezione è situata nel Distretto amministrativo di Royal Borough of Kensington and Chelsea. Il parco copre all'incirca 275 acri, ovvero 111 ettari (1.1km²).

## Storia
Il parco è noto a generazioni di bambini inglesi perché in esso è ambientato il libro Peter Pan nei Giardini di Kensington di James Matthew Barrie, la prima opera in cui compare la figura di Peter Pan, in cui si narra delle prime avventure del celebre eterno bambino quando ancora non era giunto nell'Isola che non c'è. Le fate dei giardini sono state descritte per la prima volta da Thomas Tickell nel suo poema intitolato proprio Kensington Gardens (1722).
I Kensington Gardens furono curati da Henry Wise e Charles Bridgeman che vi aggiunsero caratteristiche alla moda come il Round Pond, viali alberati ed un Dutch Garden, un giardino all'olandese. Persino il Re rimase positivamente colpito dall'esecuzione dei lavori.
Nei giardini vi sono numerosi monumenti, come l'Albert Memorial, una statua di Peter Pan, la galleria d'arte Serpentine Gallery, ed un monumento dedicato a John Hanning Speke.
Assieme ai due Parchi Reali Green Park e St. James's Park, forma un vero e proprio grande "polmone verde" nel cuore della città di Londra tra Kensington e Westminster.
Nel film Hook - Capitan Uncino diretto da Steven Spielberg, Peter Pan (Robin Williams) si sveglia da un profondo sonno e si ritrova, magicamente, sotto la statua di Peter Pan in Kensington Gardens.

## Altre occorrenze
Ai Giardini di Kensington è stata dedicata una canzone degli anni 1970 di Patty Pravo intitolata, appunto, I giardini di Kensington, cover di un brano di Lou Reed, Walk on the Wild Side, di contenuto testuale però del tutto estraneo alla canzone originale, ma relativa al mito di Peter Pan.
I giardini di Kensington è anche il titolo di un romanzo gotico-pop di Rodrigo Fresán pubblicato nel 2006 da Arnoldo Mondadori Editore